# Schloss Helliden

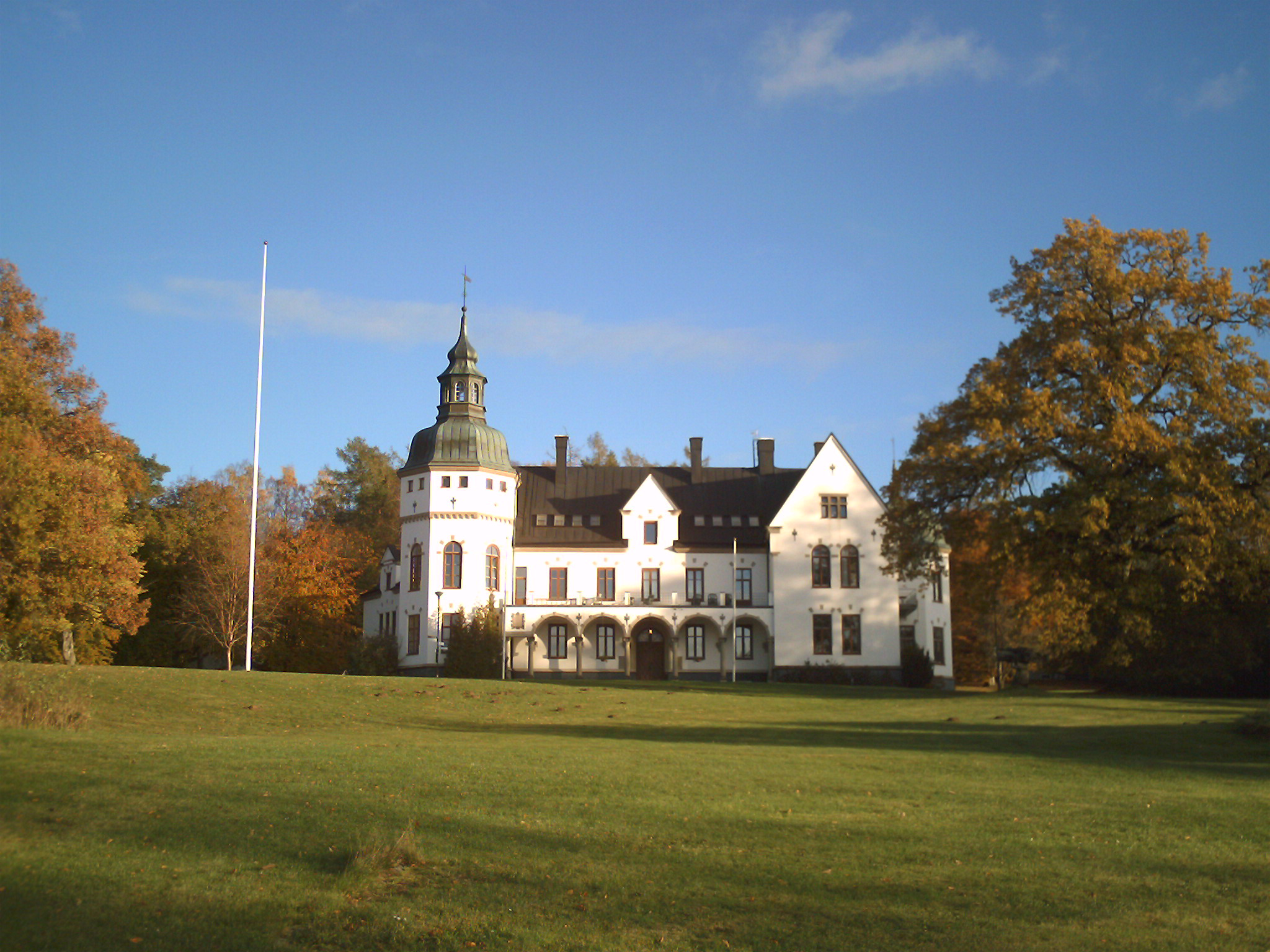
Schloss Helliden

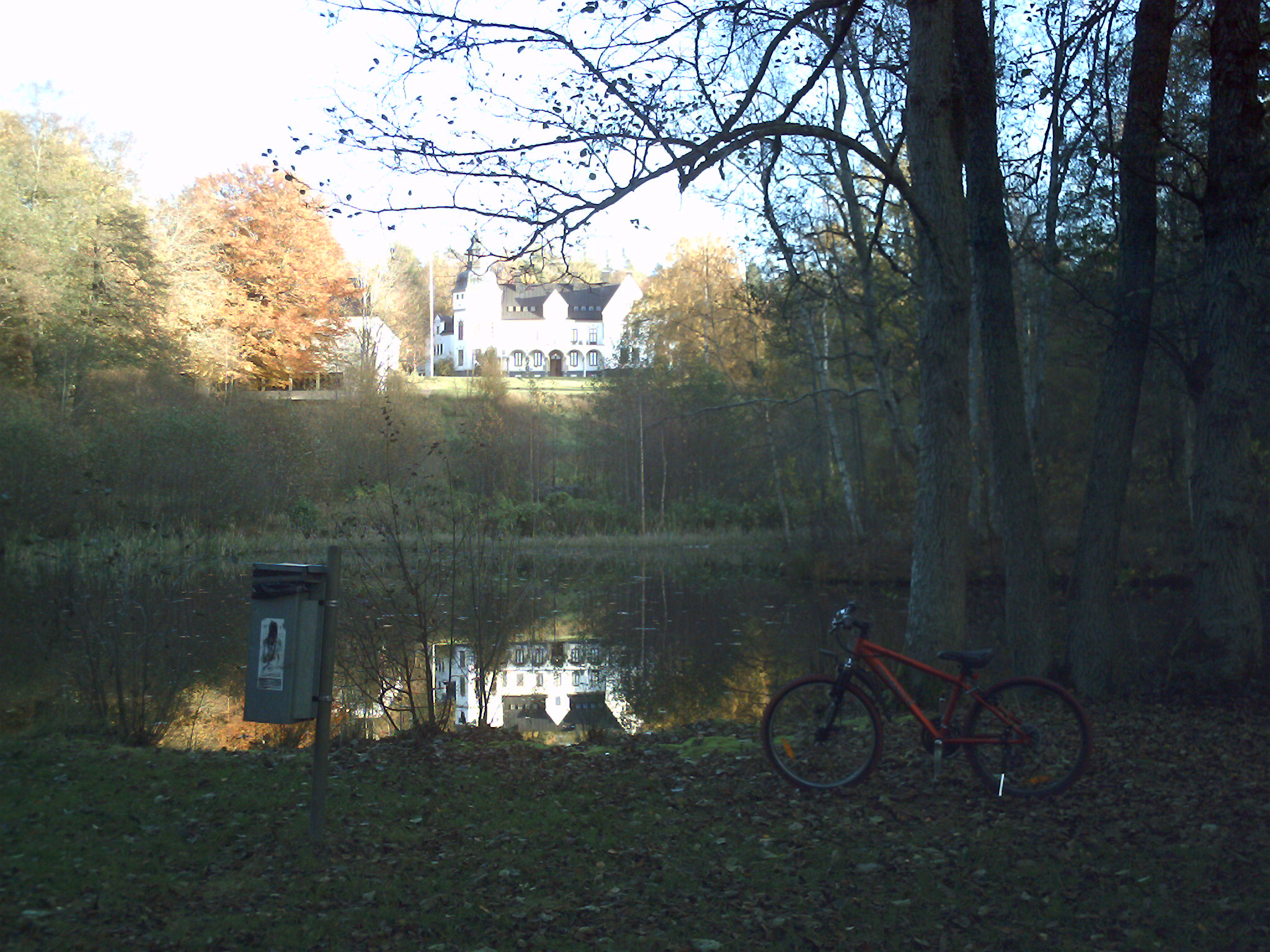
Blick auf das Schloss von einem der Teiche in der Umgebung

Das Schloss Helliden ist ein Herrenhaus in der schwedischen Gemeinde Tidaholm im damaligen Skaraborgs län.
Das Anwesen wurde von 1858 bis 1859 als Wohnsitz des Industriellen Freiherr Hans Henrik von Essen (1820–1894) erbaut. Die Familie von Essen kontrollierte seit 1846 die Tidaholm-Werke, die Hans Erik von Essen modernisierte und ausbaute. Er war 1868 Mitbegründer der Vulcan-Streichholzfabrik und am Bau der Bahnstrecke Svensbro–Tidaholm beteiligt. Die Vulcan-Fabrik war um 1900 der größte Streichholzhersteller der Welt. Sein Sohn Alfred von Essen (1869–1937) führte nach ihm die Geschäfte und erbte das Herrenhaus. Helliden erfuhr 1898 eine Erweiterung und die Umgestaltung zum Schloss durch den Architekten Helgo Zettervall (1831–1907). Die weit reichenden Beziehungen der Familie von Essen zeigen sich auch in den Unterschriften königlicher Gäste wie Oskar II. (1829–1907) und Gustav V. (1858–1950), die in die Säulen vor dem Haupteingang eingraviert worden sind. Die Tidaholm-Werke begannen 1907 den Serienbau von Nutzfahrzeugen der Marke Tidaholm.
In der Folge der Weltwirtschaftskrise und dem Zusammenbruch von Ivar Kreugers Streichholz-Imperium, zu dem die Vulcan-Werke seit 1917 gehörten, gerieten auch die Tidaholm-Werke in Schwierigkeiten und mussten aufgelöst werden. Alfred von Essen verstarb 1937. Vom riesigen Besitz konnte das Haupthaus des Schlosses Helliden aus Mitteln seiner Witwe Ella von Essen (1869–1950) gehalten werden. Sie verlebte hier ihren Lebensabend.
Teile des Anwesens waren seit den 1930er Jahren als Schullandheim oder Landerziehungsheim genutzt worden. Auch der Autor und Kabarettist Lars Forssell (1928–2007) hat es besucht. 1951 übernahm das schwedische Blaue Kreuz für 80.000 SEK das mittlerweile sanierungsbedürftige Schloss und richtete eine Volkshochschule ein, die zu den ersten in Schweden mit einer künstlerischen Ausrichtung gehört. Dazu wurde das Schloss nach den Plänen der Architekten Bo Boustedt und Hans-Erland Heineman erweitert und umgestaltet. Seit der Eröffnung 1952 erfolgten mehrere bauliche Anpassungen. Zu den Angeboten gehören Kurse in Töpferei und Lithografie. Das Schloss enthält auch ein Museum mit einer kunstlithografischen Sammlung.